# La voce del silenzio
La voce del silenzio, (francès: La maison du silence) és una pel·lícula dramàtica franco-italiana del 1953 dirigida per Georg Wilhelm Pabst, escrit per Giuseppe Berto, protagonitzada per Aldo Fabrizi i Jean Marais. Els decorats de la pel·lícula van ser dissenyats pel director artístic Guido Fiorini. Va ser rodat als Estudis Cinecittà de Roma, Itàlia.

## Argument
Un grup de persones, per intentar donar sentit a la seva existència, es retira a un convent perquè cadascuna té problemes considerats insuperables: un veterà de guerra que és donat per mort torna de la captivitat de manera sensacional i un cop a casa troba la seva dona casada i feliç amb un altre home; un partisà, durant una acció de guerra, provoca la mort de tres persones; un comerciant d'espelmes votives és massa egoista per practicar el seu ofici. Aleshores arriba al convent un escriptor famós per la seva producció d'obres per adults pel qual, segons molts detractors, corromp moltes ments joves, i un jove sacerdot que, consternat per tant tumult d'ànimes, pateix la desconfiança respecte a la seva vocació. Al final de l'estada marxarà tothom, tant els reforçats en les seves conviccions com els que es mantenen amb el seu caràcter i decideixen continuar amb la seva vida anterior.

## Repartiment
- Aldo Fabrizi: Pio Fabiani
- Jean Marais: l'antic partisà
- Daniel Gélin: l'antic presoner
- Cosetta Greco: la dona del presoner
- Franck Villard: l'escriptor
- Antonio Crast: el pare predicador
- Eduardo Ciannelli: el pare
- Paolo Panelli: Renato Santini
- Fernando Fernán Gómez: Fernando Layer
- Maria Grazia Francia: Pieta
- Checco Durante:  el sagristà
- Paolo Stoppa
- Rossana Podestà
- Enrico Luzi
- Franco Scandurra
- Pina Piovani

## Producció
La pel·lícula es va rodar als estudis de Cinecittà. Inscrita al P.R.C. amb el n. 1.141, fou presentada a la Commissione di Revisione Cinematografica, presidida per Giulio Andreotti, el 10 de gener de 1953, i va obtenir el visat de censura n. 13.502 de 28 de gener de 1953 sense cap tall i amb una durada de pel·lícula declarada de 2.993 metres. Es va projectar l'abril de 1953, però no va tenir molta sort: va recaptar 99.000.000 de lires. A França, país coproductor, es va estrenar el 29 d'abril de 1953 amb el títol  La maison du silence , mentre que a Alemanya es va presentar amb el títol  Männer ohne Tränen  el 26 de desembre de 1958. Molts atribueixen la direcció només a Bruno Paolinelli